# Wilfried Seyi
Dieudonné Wilfred Seyi Ntsengue est un boxeur camerounais né le 23 janvier 1998 à Yaoundé. Il a remporté la médaille d'or des -75 kg aux Jeux africains de 2015 et est désigné porte-drapeau du Cameroun aux Jeux olympiques d'été de 2016.

## Jeunesse
Dieudonné Wilfred Seyi Ntsengue est le fils du boxeur professionnel Rim Seyi. Plus intéressé par le football, il décide de se mettre à la boxe après une bagarre au collège.

## Carrière
Il participe à sa première grande compétition aux Jeux africains de 2015, à Brazzaville, et remporte la médaille d'or dans la catégorie des -75 kg.
La même année, il remporte la médaille de bronze des championnats du monde militaires à Mungyeong, en Corée du Sud.
En 2016, il est désigné porte-drapeau de la délégation camerounaise aux Jeux de Rio. Il atteint les huitièmes de finale de la compétition.
En 2017, il décroche le bronze aux Jeux de la solidarité islamique puis devient champion d'Afrique des -75 kg. Qualifié pour les championnats du monde, il ne se présente pas à son premier combat.

### Palmarès
| Date | Compétition                      | Lieu        | Catégorie | Résultat |
| ---- | -------------------------------- | ----------- | --------- | -------- |
| 2015 | Jeux africains                   | Brazzaville | -75 kg    | 1er      |
| 2015 | Championnats du monde militaires | Mungyeong   | -75 kg    | 3e       |
| 2017 | Jeux de la solidarité islamique  | Bakou       | -75 kg    | 3e       |
| 2017 | Championnats d'Afrique           | Brazzaville | -75 kg    | 1er      |